# Lista de telenovelas da RCTV
A lista de telenovelas e séries de televisão da extinta RCTV da Venezuela desde sua fundação em 1953 até os dias atuais, onde as telenovelas são produzidas pela RCTV Internacional em Miami e são transmitidas na Venezuela através da Televen. Isso ocorre devido ao cancelamento das concessões da emissora em 2007 durante o governo de Hugo Chavez. As telenovelas aqui apresentadas detém os anos, nomes e realizadores. Muitas delas foram exibidas no Brasil como Juana, la virgen (Joana, a Virgem) e Kassandra, assim como em Portugal como La dama de rosa (A Dama de Rosa). 

## Telenovelas e séries em ordem de exibição

#### Década de 1950
| #  | Ano  | Produção                |
| -- | ---- | ----------------------- |
| 1  | 1953 | Kaleidoscopio           |
| 2  | 1953 | Anecdotario             |
| 3  | 1954 | Camay                   |
| 4  | 1954 | Teatro de lunes         |
| 5  | 1954 | Gran teatro             |
| 6  | 1954 | Ciclorama               |
| 7  | 1954 | Cuentos del camino      |
| 8  | 1954 | Candilejas              |
| 9  | 1956 | Palmolive               |
| 10 | 1957 | Destrás del telón       |
| 11 | 1957 | La gran herencia        |
| 12 | 1957 | La novela LM            |
| 13 | 1957 | La única                |
| 14 | 1957 | Mayra                   |
| 15 | 1957 | Mi hermano Satanás      |
| 16 | 1958 | El país perdido         |
| 17 | 1958 | El primer milagro       |
| 18 | 1958 | Luz y sombras           |
| 19 | 1958 | Tinieblas en el corazón |
| 20 | 1959 | El castillo de hierro   |
| 21 | 1959 | Su mala hora            |

#### Década de 1960
| #  | Ano  | Produção                          | Autoria             | Direção        |
| -- | ---- | --------------------------------- | ------------------- | -------------- |
| 22 | 1960 | Amor salvaje                      | -                   | -              |
| 23 | 1960 | El hombre de la máscara de hierro | -                   | -              |
| 24 | 1960 | El mulato                         | -                   | -              |
| 25 | 1960 | Historia de amor                  | -                   | -              |
| 26 | 1960 | Un pedazo de cielo                | -                   | -              |
| 27 | 1960 | Ante la ley                       | -                   | -              |
| 28 | 1961 | Cinco destinos                    | -                   | -              |
| 29 | 1961 | El precio de una vida             | -                   | -              |
| 30 | 1961 | Hacia la luz                      | -                   | -              |
| 31 | 1961 | La fracassada                     | -                   | -              |
| 32 | 1962 | La otra                           | -                   | -              |
| 33 | 1963 | La flor del matapalo              | -                   | -              |
| 34 | 1964 | Historia de tres hermanas         | Jose Ferrara        | Juan Lamata    |
| 35 | 1964 | La novela de pasión               | -                   | -              |
| 36 | 1964 | La novela del hogar               | -                   | -              |
| 37 | 1964 | La novela romántica               | -                   | -              |
| 38 | 1965 | Amor sin fronteras                | -                   | -              |
| 39 | 1965 | Corazón salvaje                   | Caridad Bravo Adams | -              |
| 40 | 1965 | Chinita, mi amor                  | -                   | -              |
| 41 | 1965 | El derecho de nacer               | Félix Caignet       | Juan Lamata    |
| 42 | 1965 | Yo compro esta mujer              | Olga Ruilópez       | -              |
| 43 | 1965 | La tirana                         | Manuel Muñoz Rico   | Gilberto Pinto |
| 44 | 1966 | Cimarrón                          | -                   | -              |
| 45 | 1966 | Clemencia                         | -                   | -              |
| 46 | 1966 | Cuando el cielo és más azul       | -                   | -              |
| 47 | 1966 | El alma no tiene color            | -                   | -              |
| 48 | 1967 | Donde no llega el sol             | -                   | -              |
| 49 | 1967 | El engaño                         | -                   | -              |
| 50 | 1967 | La cruz de palo                   | -                   | -              |
| 51 | 1967 | La historia de un canalla         | -                   | -              |
| 52 | 1967 | La virgen de barro                | -                   | -              |
| 53 | 1967 | Renzo, el gitano                  | -                   | -              |
| 54 | 1967 | Sacrificio                        | -                   | -              |
| 55 | 1968 | La posada maldita                 | -                   | -              |
| 56 | 1968 | Los ojos que vigilan              | -                   | -              |
| 57 | 1968 | Mamá trompeta                     | -                   | -              |
| 58 | 1969 | Corazón de madre                  | -                   | -              |
| 59 | 1969 | La satánica                       | -                   | -              |
| 60 | 1969 | Mariana Montiel                   | -                   | -              |
| 61 | 1969 | Mi secreto mi condena             | -                   | -              |
| 62 | 1969 | Selva, la virgen de barro         | -                   | -              |
| 63 | 1969 | Tormenta de pasión                | -                   | -              |
| 64 | 1969 | Con toda el alma                  | -                   | -              |

#### Década de 1970
| #   | Ano  | Produção                            | Autoria                                 | Direção                                  |
| --- | ---- | ----------------------------------- | --------------------------------------- | ---------------------------------------- |
| 65  | 1970 | Sobre la misma tierra               | -                                       | -                                        |
| 66  | 1970 | O.K.                                | -                                       | -                                        |
| 67  | 1970 | Cristina                            | Inés Rodena                             | -                                        |
| 68  | 1970 | Isabelita                           | -                                       | -                                        |
| 69  | 1970 | La Italianita                       | -                                       | -                                        |
| 70  | 1970 | La virgen ciega                     | -                                       | -                                        |
| 71  | 1970 | María                               | -                                       | -                                        |
| 72  | 1970 | Pasiones de juventud                | -                                       | -                                        |
| 73  | 1971 | Bárbara                             | -                                       | -                                        |
| 74  | 1971 | El secreto                          | -                                       | -                                        |
| 75  | 1971 | La usurpadora                       | Inés Rodena                             | Juan Lamata                              |
| 76  | 1971 | Regina Carbonelli                   | -                                       | -                                        |
| 77  | 1972 | La doña                             | Inés Rodena Carlos Romero               | Arquímedes Rivero                        |
| 78  | 1972 | Sacrificio de mujer                 | Inés Rodena Carlos Romero               | José Fariñas Román Chalbaud              |
| 79  | 1973 | Raquel                              | Inés Rodena Carlos Romero               | -                                        |
| 80  | 1973 | La italianita                       | Inés Rodena                             | Juan Lamata                              |
| 81  | 1974 | Boves. el urogallo                  | -                                       | -                                        |
| 82  | 1974 | La indomable                        | Inés Rodena Ana Mercedes Escaméz        | Juan Lamata                              |
| 83  | 1974 | La trampa                           | -                                       | -                                        |
| 84  | 1974 | Tuya para siempre                   | -                                       | -                                        |
| 85  | 1975 | Alejandra                           | -                                       | -                                        |
| 86  | 1975 | Doña Bárbara                        | Rómulo Gallegos                         | José Ignacio Crabujas Salvador Garmendia |
| 87  | 1975 | La trepadora                        | -                                       | -                                        |
| 88  | 1975 | Valentina                           | Inés Rodena                             | -                                        |
| 89  | 1976 | Angélica                            | -                                       | -                                        |
| 90  | 1976 | Campeones                           | -                                       | -                                        |
| 91  | 1976 | Canaima                             | -                                       | -                                        |
| 92  | 1976 | Carolina                            | Olga Ruilopéz                           | Ligia Lezama                             |
| 93  | 1976 | Pobre negro                         | -                                       | -                                        |
| 94  | 1976 | Sabrina                             | Olga Ruilópez                           | Ibrahín Guerra                           |
| 95  | 1977 | Iliana                              | Inés Rodena                             | Luis Manzo                               |
| 96  | 1977 | La hija de Juan Crespo              | Salvador Gaméndia José Ignacio Cabrujas | Román Chalbaud                           |
| 97  | 1977 | La señora de cardenas               | José Ignacio Crabujas                   | Juan Lamata                              |
| 98  | 1977 | Mariela, Mariela                    | -                                       | -                                        |
| 99  | 1977 | Resurrección                        | -                                       | -                                        |
| 100 | 1977 | Silvia Rivas, divorciada            | -                                       | -                                        |
| 101 | 1977 | Tormento                            | José Ignacio Crabujas                   | Román Chaulbaud                          |
| 102 | 1977 | TV Confidencial                     | -                                       | -                                        |
| 103 | 1978 | El ángel rebelde                    | -                                       | -                                        |
| 104 | 1978 | La balandra Isabel llegó esta tarde | -                                       | -                                        |
| 105 | 1978 | La fiera                            | Julio César Mármol                      | César Enriquez                           |
| 106 | 1978 | Piel de zaçpa                       | Salvador Garméndia                      | Román Chaulbaud                          |
| 107 | 1978 | Residencia de señoritas             | -                                       | -                                        |
| 108 | 1978 | Sangue azul                         | -                                       | -                                        |
| 109 | 1978 | Soltera y sin compromisso           | -                                       | -                                        |
| 110 | 1978 | Sonia                               | -                                       | -                                        |
| 111 | 1979 | Estefanía                           | Julio César Mármol                      | César Bolívar                            |
| 112 | 1979 | Mabel Valdez, periodista            | José Ignacio Crabujas                   | Luis Manzo                               |
| 113 | 1979 | Gabriela                            | -                                       | -                                        |

#### Década de 1980
| #   | Ano  | Produção                     | Autoria                                         | Direção                        |
| --- | ---- | ---------------------------- | ----------------------------------------------- | ------------------------------ |
| 114 | 1980 | Claudia                      | -                                               | -                              |
| 115 | 1980 | Drama de amor en el bloque 6 | -                                               | -                              |
| 116 | 1980 | El esposo de Anaís           | Pilar Romero Fausto Verdial José Simón Escalona | Clemente Izaguirre             |
| 117 | 1980 | Gómez I                      | -                                               | -                              |
| 118 | 1980 | Marielena                    | Inés Rodena Ligia Lezama                        | Humberto Morales               |
| 119 | 1980 | Mi hijo Gabriel              | -                                               | -                              |
| 120 | 1980 | Muñequita                    | -                                               | -                              |
| 121 | 1980 | Natália de 8 a 9             | José Ignacio Crabujas                           | César Bolívar                  |
| 122 | 1980 | Pensión Amalia               | -                                               | -                              |
| 123 | 1980 | Rosa Campos, provinciana     | Ligia Lezama                                    | Clemente de la Cerda           |
| 124 | 1981 | Amada mía                    | -                                               | -                              |
| 125 | 1981 | Angelito                     | -                                               | -                              |
| 126 | 1981 | Elizabeth                    | Pilar Romero                                    | César Bolívar                  |
| 127 | 1981 | Gómez II                     | -                                               | -                              |
| 128 | 1981 | La comadre                   | José Ignacio Crabujas                           | Humberto Morales               |
| 129 | 1981 | La hija de nadie             | Olga Ruilopéz                                   | César Henriquez                |
| 130 | 1981 | Luisana Mía                  | Ligia Lezama                                    | Humberto Morales               |
| 131 | 1981 | Luz Marina                   | -                                               | -                              |
| 132 | 1981 | Maite                        | -                                               | -                              |
| 133 | 1981 | Rosalinda                    | -                                               | -                              |
| 134 | 1981 | Quiero ser                   | -                                               | -                              |
| 135 | 1982 | Campeón sin corona           | -                                               | -                              |
| 136 | 1982 | Cándida                      | -                                               | -                              |
| 137 | 1982 | Cara a Cara                  | Vicente Sesso                                   | -                              |
| 138 | 1982 | De su misma sangre           | -                                               | -                              |
| 139 | 1982 | La goajirita                 | -                                               | -                              |
| 140 | 1982 | Juanito y Él                 | -                                               | -                              |
| 141 | 1982 | Jugando a vivir              | Alicia Barrios                                  | Clemente de la Cerda           |
| 142 | 1982 | Kaprico S.A.                 | Ligia Lezama                                    | Renato Gutiérrez               |
| 143 | 1982 | La señorita Perdomo          | -                                               | -                              |
| 144 | 1982 | Mosquita muerta              | -                                               | -                              |
| 145 | 1982 | ¿Qué pasó con Jacqueline?    | Alicia Barrios                                  | Cásar Bolívar                  |
| 146 | 1983 | Bienvenida Esperanza         | Fausto Verdial                                  | Renato Gutierréz               |
| 147 | 1983 | Chao Cristina                | -                                               | -                              |
| 148 | 1983 | Días de Infamia              | -                                               | -                              |
| 149 | 1983 | Soledad                      | -                                               | -                              |
| 150 | 1983 | Marta y Javier               | Delia Fiallo                                    | César Bolívar                  |
| 151 | 1983 | Leonela                      | Delia Fiallo                                    | Rodolfo Loweinten              |
| 152 | 1983 | Juanito, Julieta y Él        | -                                               | -                              |
| 153 | 1983 | Inki, cometa radiante        | -                                               | -                              |
| 154 | 1983 | María Laura                  | -                                               | -                              |
| 155 | 1983 | Marisela                     | María Antonieta Gómez                           | Renato Gutiérrez               |
| 156 | 1984 | Acusada                      | María Antonieta Gómez                           | Renato Gutiérrez               |
| 157 | 1984 | Azucena                      | María Antonieta Gómez                           | Tito Rojas                     |
| 158 | 1984 | La salvaje                   | -                                               | -                              |
| 159 | 1984 | Miedo al amor                | Delia Fiallo                                    | Rodolfo Loweinten              |
| 160 | 1984 | Rebeca                       | Inés Rodena                                     | Renato Gutiérrez               |
| 161 | 1984 | Topacio                      | Delia Fiallo                                    | Luis Alberto Lamata Luis Manzo |
| 162 | 1985 | Adriana                      | -                                               | -                              |
| 163 | 1985 | Cristal                      | Delia Fiallo                                    | Renato Gutiérrez Daniel Farías |
| 164 | 1985 | El cordón de plata           | -                                               | -                              |
| 165 | 1986 | Atrévete                     | Delia Fiallo                                    | César Henriquéz                |
| 166 | 1986 | La dama de rosa              | José Ignacio Cabrujas                           | Boris Izaguirre                |
| 167 | 1986 | La intrusa                   | Inés Rodena                                     | Luis Alberto Lamata            |
| 168 | 1986 | Mansión de luxe              | Isben Martínez                                  | Luis Alberto Lamata            |
| 169 | 1987 | Los diamantes de la muerte   | -                                               | -                              |
| 170 | 1987 | Mi amada Beatriz             | Delia Fiallo                                    | Luis Manzo                     |
| 171 | 1987 | Primavera                    | Delia Fiallo                                    | Luis Manzo                     |
| 172 | 1987 | Roberta                      | Delia Fiallo                                    | Luis Manzo                     |
| 173 | 1987 | Selva María                  | Delia Fiallo                                    | Luís Gaitán                    |
| 174 | 1988 | Abigaíl                      | Inés Rodena                                     | Tito Rojas                     |
| 175 | 1988 | Alma mía                     | Inés Rodena                                     | Luis Manzo                     |
| 176 | 1988 | Brigada especial 2.2         | -                                               | -                              |
| 177 | 1988 | La muchahca del circo        | -                                               | -                              |
| 178 | 1988 | Señora                       | José Ignacio Cabrujas                           | Luis Alberto Lamata            |
| 179 | 1989 | Alondra                      | -                                               | -                              |
| 180 | 1989 | Amanda Sabater               | Isbén Martínez                                  | Gabriel Wafenzal               |
| 181 | 1989 | Amor marcado                 | -                                               | -                              |
| 182 | 1989 | El engaño                    | -                                               | -                              |
| 183 | 1989 | La pasión de Teresa          | Isbén Martínez                                  | Tito Rojas                     |
| 184 | 1989 | Pobre negro                  | Rómulo Galegos                                  | Luis Alberto Lamata            |
| 185 | 1989 | Rubí rebelde                 | Carlos Romero                                   | Humberto Morales               |

#### Década de 1990
| #   | Ano  | Produção                 | Autoria                          | Direção                           |
| --- | ---- | ------------------------ | -------------------------------- | --------------------------------- |
| 186 | 1990 | Anabel                   | Perla Farías                     | Tito Rojas                        |
| 187 | 1990 | Caribe                   | Mariela Romero                   | Ibrahím Guerra Reinaldo Lancaster |
| 188 | 1990 | Carmen querida           | Alberto Barrera                  | Tony Rodriguez                    |
| 189 | 1990 | De mujeres               | Isamar Hérnandez                 | Gabriel Walfenzao                 |
| 190 | 1990 | Gardenia                 | Delia Fiallo César Miguel Rondón | Luis Alberto Lamata Alicia Ávila  |
| 191 | 1990 | Natasha                  | Abel Santa Cruz                  | Grazio DeAzelo Moshe Dan Furgang  |
| 192 | 1990 | Los últimos héroes       | -                                | -                                 |
| 193 | 1991 | El desprecio             | Julio César Mármol               | Luis Manzo                        |
| 194 | 1991 | La pandilla de los 7     | -                                | -                                 |
| 195 | 1992 | Kassandra                | Delia Fiallo                     | Grazio D'Angelo                   |
| 196 | 1992 | Por estas calles         | Ibsen Martínez                   | Renato Gutíerrez                  |
| 197 | 1992 | Eva marina               | -                                | -                                 |
| 198 | 1993 | Dulce ilusión            | Mariela Romero                   | Reinaldo Lancaster Otto Rodíguez  |
| 199 | 1994 | De oro puro              | Julio César Mármol               | Rafael Suárez                     |
| 200 | 1994 | Alejandra                | Delia Fiallo                     | Luis Manzo                        |
| 201 | 1994 | Pura sangre              | Julio César Marmól               | Olegaria Barrera Otto Rodríguez   |
| 202 | 1995 | Ilusiones                | Luia Colmenares                  | Tito Rojas                        |
| 203 | 1995 | Amor de fin de siglo     | Leonardo Padrón                  | Luis Manzo                        |
| 204 | 1995 | Entrega total            | -                                | -                                 |
| 205 | 1995 | Cruz de nadie            | Félix Caignet                    | Silvia Vergara                    |
| 206 | 1995 | El desafío               | Martín Hahn Salvador Garmendia   | Renato Gutíerrez                  |
| 207 | 1996 | La inolvidable           | Humberto Olivieri                | Tony Rodríguez                    |
| 208 | 1996 | Los amores de Anita Peña | -                                | -                                 |
| 209 | 1996 | La llaman Mariamor       | Crucita Torres                   | Luis Alberto Lamata               |
| 210 | 1996 | Volver a vivir           | Fausto Verdial                   | Luis Manzo                        |
| 211 | 1997 | Cambio de piel           | José Ignacio Crabujas            | Tony Rodríguez                    |
| 212 | 1997 | Llovizna                 | José Simón Escalona              | José Alcalde Yuri Delgado         |
| 213 | 1997 | María de los Ángeles     | Júlio César Mármol               | Olegario Barrera                  |
| 214 | 1997 | Conserjes                | Carlos Pérez                     | Carlos Perez                      |
| 215 | 1998 | Ninã mimada              | Valentina Párraga                | José Alcalde                      |
| 216 | 1998 | Reina de corazones       | Humberto Olivieri                | Tony Rodríguez                    |
| 217 | 1998 | Aunque me custe la vida  | Salvador Garméndia Martín Hahn   | Olegario Barrero                  |
| 218 | 1998 | Hoy te vi                | Basílio Alvarez                  | Renato Gutíerrez                  |
| 219 | 1999 | Dónde está el amor       | Valentina Saa Luis Enrique Díaz  | Yuri Delgado                      |
| 220 | 1999 | Luisa Fernanda           | Xiomara Moreno                   | Otto Rodríguez                    |
| 221 | 1999 | Mujer secreta            | Alidha Ávila                     | José Alcalde                      |
| 222 | 1999 | Carita pintada           | Valentina Párraga                | Yuri Delgado                      |
| 223 | 1999 | Mariú                    | Julio César Mármol               | Olegario Barrero                  |

#### Década de 2000
| #   | Ano  | Produção                     | Autoria                        | Direção               |
| --- | ---- | ---------------------------- | ------------------------------ | --------------------- |
| 224 | 2000 | Hay amores que matan         | Carlos Pérez                   | Renato Gutíerrez      |
| 225 | 2000 | Mis 3 hermanas               | Perla Farías                   | Tony Rodríguez        |
| 226 | 2000 | Angélica Pecado              | Martín Hanh                    | José Alcalde          |
| 227 | 2000 | Viva la Pepa                 | Valentina Párraga              | Olegario Barrero      |
| 228 | 2001 | Clarissima                   | Julio César Marmól             | Otto Rodríguez        |
| 229 | 2001 | La soberana                  | Xiomara Romero                 | Renato Gutiérrez      |
| 230 | 2001 | A calzón quita'o             | Carlos Pérez                   | Yuri Delgado          |
| 231 | 2001 | La ninã de mis ojos          | Alidha Ávila                   | José Alcalde          |
| 232 | 2002 | Juana, la virgen             | Perla Farías                   | Tony Rodríguez        |
| 233 | 2002 | La mujer de judas            | Martín Hanh                    | Olegario Barrera      |
| 234 | 2002 | Trapos íntimos               | Valentina Párraga              | Luis Manzo            |
| 235 | 2002 | Mi gorda bella               | Carolina Espada Rossana Negrín | José Alcalde          |
| 236 | 2003 | La cunaima                   | Carlos Pérez                   | -                     |
| 237 | 2003 | La invasora                  | Iris Dubs                      | -                     |
| 238 | 2004 | ¡Qué buena se puso Lola!     | José Manuel Paláez             | Renato Gutiérrez      |
| 239 | 2004 | Estrambótica Anastacia       | Martín Hanh                    | José Alcalde          |
| 240 | 2004 | Negra consentida             | Valentina Parraga              | Olegario Barrera      |
| 241 | 2004 | Mujer con pantalones         | Tony Rodríguez                 | Tony Rodríguez        |
| 242 | 2005 | Ser bonita no basta          | Pérla Farías                   | Luis Manzo            |
| 243 | 2005 | Amantes                      | Luis Colmenares                | Tony Rodríguez        |
| 244 | 2005 | Amor a palos                 | Martín Hanh                    | José Alcalde          |
| 245 | 2006 | Por todo lo alto             | Vivel Nouel                    | Otto Rodríguez        |
| 246 | 2006 | El desprecio                 | Ana Carolina López             | Yuri Delgado          |
| 247 | 2006 | Túkiti, crecí de una         | Ricardo Hernández Anzola       | Andréa Herrera Alcalá |
| 248 | 2006 | Y los declaro marido y mujer | Xiomara Moreno                 | Tony Rodríguez        |
| 249 | 2006 | Te tengo en salsa            | Ana Teresa Sosa Neida Padilla  | José Alcalde          |
| 250 | 2007 | Dr. G y las mujeres          | Adriana Bartorelli             | Olegario Barrero      |
| 251 | 2007 | Pura pinta                   | Daniel Ferrer Cuballán         | Julio Rodriguez       |
| 252 | 2007 | Camaleona                    | Carolina Espada                | Otto Rodríguez        |
| 253 | 2007 | Mi prima Ciela               | Pilar Romero                   | Tony Rodríguez        |
| 254 | 2007 | Toda una dama                | ´Íris Dubs                     | Olegario Barrera      |
| 255 | 2008 | La trepadora                 | Ricardo Hénriquéz Anzola       | -                     |
| 256 | 2008 | Nadie me dirá como quererte  | Martín Hanh                    | José Alcalde          |
| 257 | 2009 | Calle Luna, Calle Sol        | José Vicente Quintana          | Otto Rodríguez        |
| 258 | 2009 | Esto es lo que hay           | Nacho Palácios                 | Renato Gutiérrez      |
| 259 | 2009 | Libres como el viento        | Pilar Romero Íris Dubs         | Vicente Albarracín    |

#### Década de 2010
| #   | Ano  | Produção                  | Autoria                        | Direção                                   |
| --- | ---- | ------------------------- | ------------------------------ | ----------------------------------------- |
| 260 | 2011 | Que el cielo me explique  | Cristina Policastro            | José Alcalde                              |
| 261 | 2012 | Nacer contigo             | Fernando de Rojas              | Luis Fernando Gaitán                      |
| 262 | 2012 | Dulce amargo              | Marcelo Leonart Nona Férnandez | Olegario Barrero                          |
| 263 | 2013 | Las bandidas              | Luis Colmenares                | Santiago Vargas                           |
| 264 | 2014 | La virgen de la calle     | Basílio Álavres                | -                                         |
| 265 | 2016 | Piel salvaje              | Martín Hanh                    | Manuel Díaz Casanova José Manuel Carvajal |
| 266 | 2018 | Corazón traicionado       | Martín Hanh                    | Javier Vidal                              |
| 267 | 2018 | Ellas aman, ellos mienten | José Vicente Quintana          | Ana Enrique Padilla                       |
| 268 | 2019 | Eneamigas                 | José Simon Escalona            | Javier Vidal                              |

#### Década de 2020
| #   | Ano  | Produção      | Autoria     | Direção |
| --- | ---- | ------------- | ----------- | ------- |
| 269 | 2020 | Almas en pena | Martín Hanh | -       |